# Esselbach (Wachenbach)
Der Esselbach ist der rechte Quellbach des Wachenbachs im Landkreis Main-Spessart im bayerischen Spessart.

## Name
Der Name Esselbach geht aus dem mittelhochdeutschen Bestimmungswort Espin, was Espe bedeutet und dem Grundwort Bach hervor. Als Erklärung ergibt sich daraus ein von Espen bestandener Wasserlauf. Der Wechsel von n oder l vor b ist nicht selten. Die heutige Form mit ss ist durch Assimilation entstanden. Der Bach gab der gleichnamigen Gemeinde ihren Namen.

## Geographie

### Verlauf

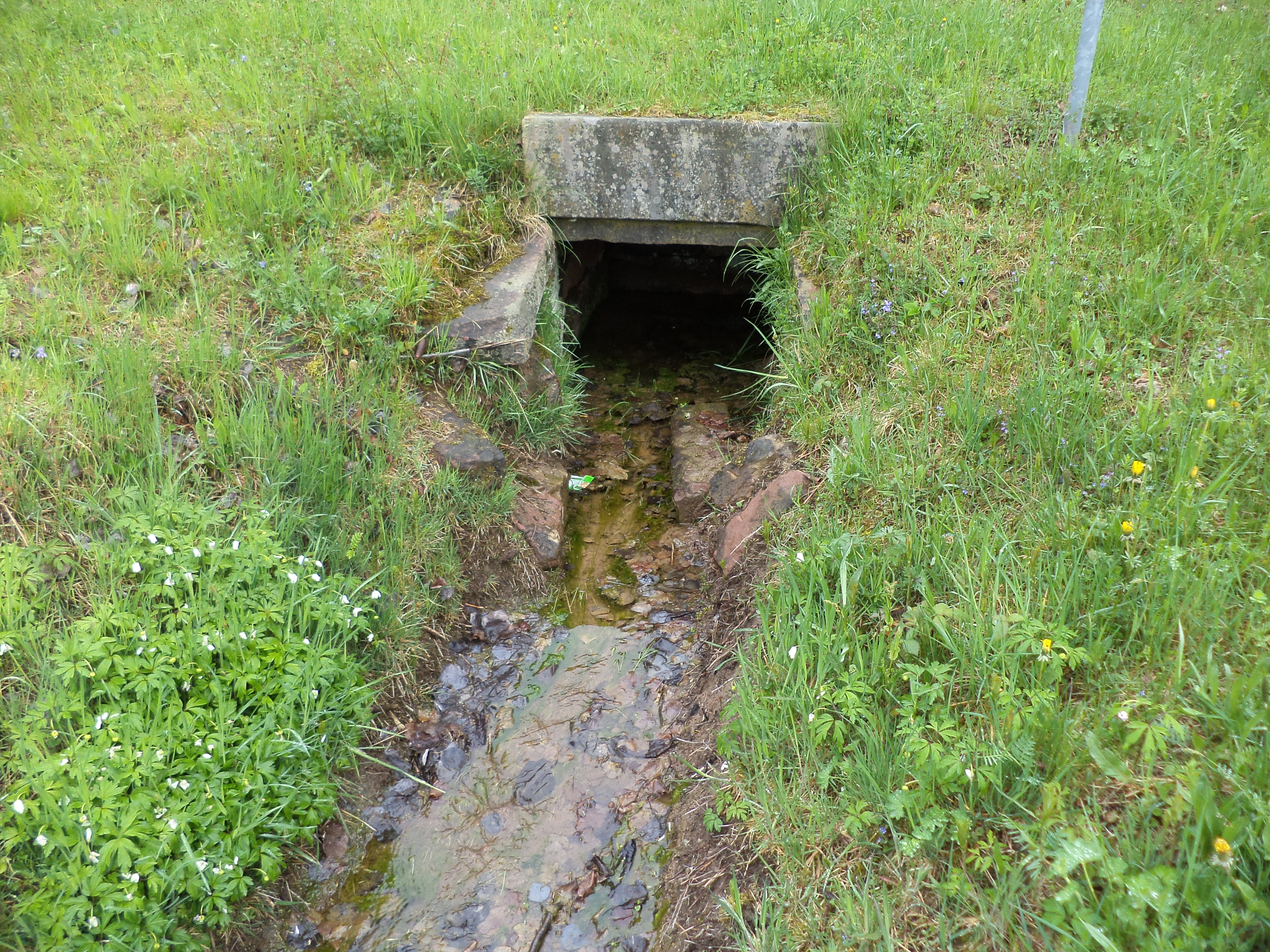
Kändelsbrunnen

Der Esselbach entspringt im Kändelsbrunnen in Bischbrunn. Dort befand sich bis ins 20. Jahrhundert ein kleiner See. Die Quelle fällt im Sommer meist trocken. Der Bach fließt verrohrt durch den Ort in südöstliche Richtung und wird von weiteren Quellen verstärkt. Durch Oberndorf und Esselbach erreicht er Kredenbach. Dort knickt der Esselbach nach Nordosten ab und vereinigt sich an der Salzbachbrücke mit dem wasserreicheren Steinmarker Bach zum Wachenbach, der im weiteren Verlauf auch Salzbach genannt wird und in die Fließrichtung des Esselbachs weiterzieht.

### Flusssystem Hafenlohr
- Fließgewässer im Flusssystem Hafenlohr